# Tadao Takayama
Tadao Takayama (高山 忠雄, Takayama Tadao, Tokio, 24 juni 1904 – Tokio, 1 juli 1980) was een Japans voetballer die als aanvaller speelde.

## Clubcarrière
Takayama speelde voor Kobe Icchu Club. Takayama veroverde er in 1927 de Beker van de keizer.

## Japans voetbalelftal
Tadao Takayama maakte op 25 mei 1930 zijn debuut in het Japans voetbalelftal tijdens een Spelen van het Verre Oosten tegen Filipijnen. Tadao Takayama debuteerde in 1930 in het Japans nationaal elftal en speelde 2 interlands.

## Statistieken
| Japans voetbalelftal | Japans voetbalelftal | Japans voetbalelftal |
| Jaar                 | Wed.                 | Dlp.                 |
| -------------------- | -------------------- | -------------------- |
| 1930                 | 2                    | 1                    |
| Totaal               | 2                    | 1                    |